# Najat El Garaa
Najat El Garaa (arabe : نجاة الڭرعة), née le 27 juillet 1982 à Témara, est une athlète paralympique marocaine spécialisée dans le lancer du disque, qui évolue en classification F40.
Ses deux sœurs Laila et Hayat El Garaa et son frère Mohamed El Garaa sont également des athlètes de haut-niveau. 

## Carrière
Atteinte d'achondroplasie, elle fait 1,35 m à l'âge adulte.
Elle a notamment remporté une médaille d'or aux Jeux paralympiques d'été de 2012 en battant le record du monde de la discipline avec un jet à 32,37 m. Elle devance la Tunisienne Raoua Tlili (31,16 m) et la Chinoise Meng Genjimisu (30,44 m) tandis que sa sœur, Laila termine au pied du podium. Quelques jours plus tard, elle prend la troisième place du lancer de poids avec un jet à 8,62 m, nouveau record personnel, derrière la Tunisienne Tlili et la Chinoise Meng. Quatre ans auparavant aux Jeux de Pékin, elle remporte le bronze dans la même discipline.
Elle est également double championne du monde du lancer du disque (2006, 2011) et médaillée de bronze mondiale en lancer du poids (2006).
En 2017, elle change de discipline et se tourne vers l'haltérophilie.